# Isaac Ferdinand Quinby
Isaac Ferdinand Quinby est un général de brigade américain et un universitaire. Il est né le 29 janvier 1821 à Morristown, dans le New Jersey, et est décédé le 18 septembre 1891 à Rochester, dans l'État de New York. Il est le fils de Isaac et de Sarah DeHart. Il est l'époux de Elizabeth Greenbury Gardner, fille du général John L. Gardner. Il est inhumé au Mount Hope Cemetery de Rochester.

## Carrière
Il sort diplômé de West Point en 1843, avec comme camarade de promotion le futur général Ulysses S. Grant. Il stationne en garnison à Fort Mifflin, en Pennsylvanie, comme sous-lieutenant dans le 2d régiment d'artillerie et dans le 3e régiment d'artillerie à partir du 20 décembre 1845. De 1845 à 1847, il est professeur auxiliaire à West Point où il enseigne les mathématiques et la philosophie. Lors de la guerre américano-mexicaine, il participe à plusieurs escarmouches sur le Rio Grande ainsi qu'à Veracruz. Il est nommé lieutenant le 3 mars 1847 dans le 3e régiment d'artillerie, en garnison à Fort Monroe, en Virginie, et sert comme intendant du 24 octobre 1848 au 25 octobre 1850, et comme adjudant jusqu'au 1er novembre 1851 au quartier général du régiment, à Fort Adams, dans le Rhode Island.
De retour à Rochester en 1851, il reprend son professorat à l'université qui y a été récemment fondée. Il signe de nouveau avec l'armée le 16 mars 1852 mais reste professeur jusqu'au début de la Guerre de Sécession. Le 14 mai 1861, il est nommé colonel et prend le commandement du 13e régiment d'infanterie de New York avec lequel il assure la défense de Washington. Il marche également sur Baltimore et son régiment devient le 1er corps de troupes nationales à atteindre cette ville après l'attaque subie par le 6e régiment d'infanterie du Massachusetts le 19 avril 1861. Il participe à la campagne de Manassas en juillet 1861 ainsi qu'à la première bataille de Bull Run. Le 2 août 1861, il reprend sa chaire de professeur.
Le 17 septembre 1862, il est promu au grade de général de brigade des US Volunteers et est affecté, le mois suivant, à Columbus (Kentucky), dans le Kentucky, avec le commandement du poste.
En octobre 1862, il prend le commandement de la 7e division de l'armée du Tennessee et participe à la campagne de Vicksburg. Après de nombreuses difficultés, il arrive devant Fort Pemberton en mars 1863.
La fatigue accumulée par les journées harassantes a raison de la santé de Quinby et il est renvoyé chez lui pour se soigner, le 1er mai 1863. Cependant, apprenant que Grant fait mouvement vers Vicksburg, il regagne le terrain et participe à plusieurs assauts. Mais, le 5 juin, la maladie le rend incapable s'assurer son commandement et il doit rentrer à Rochester, où il reste jusqu'au 1er juillet. De retour, il est affecté comme commandant au camp d'Elmira, dans l'état de New York, jusqu'au 31 décembre 1863. Convaincu qu'il ne retournera pas sur le front, il démissionne de son poste et reprend ses activités professorales à l'université.
En mai 1869, il est nommé Marshal des États-Unis pour le district Nord de New York, poste qu'il occupe jusqu'en septembre 1884.

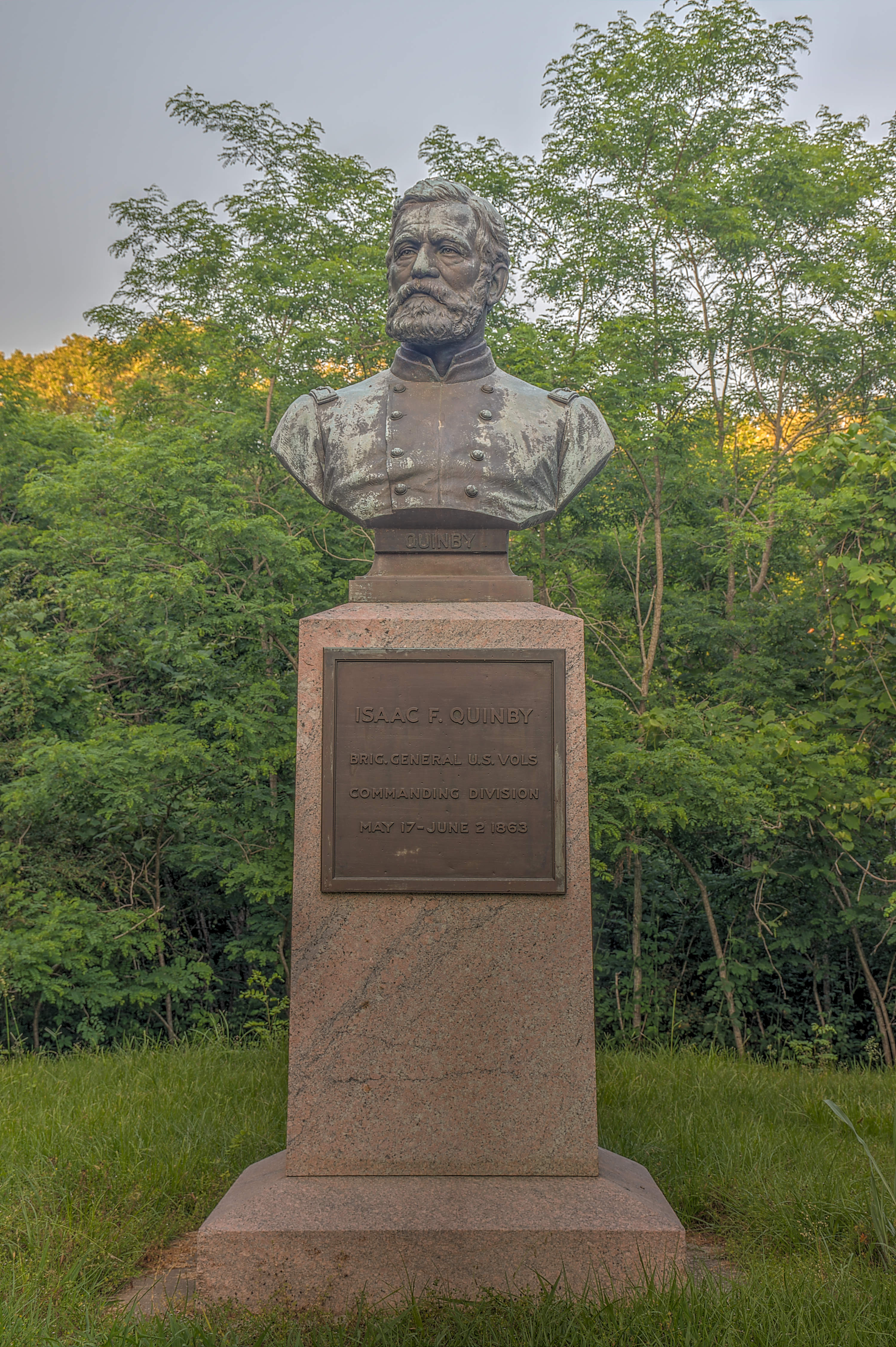
Buste à son effigie au Vicksburg National Military Park.

En mai 1885, il est nommé géomètre de la ville de Rochester, jusqu'en 1890. Il est aussi administrateur et vice-président du conseil d'administration de la « Maison des Vétérans » à Bath, dans l'état de New York.
En février 1911, un buste à son effigie a été érigé dans le Vicksburg National Military Park.

## Sources
- (en) Chronique nécrologique parue le 19 septembre 1891 dans le Rochester Democrat and Chronicle
- Cullum's Register, Volume II, pages 156 et 157.
- Civil War High Commands par David et John Eicher, page 442